# بونن
بونن (به آلمانی: Bönen) یک شهر در آلمان است که در Unna واقع شده‌است. بونن ۱۸٬۶۰۸ نفر جمعیت دارد.

## نگارخانه

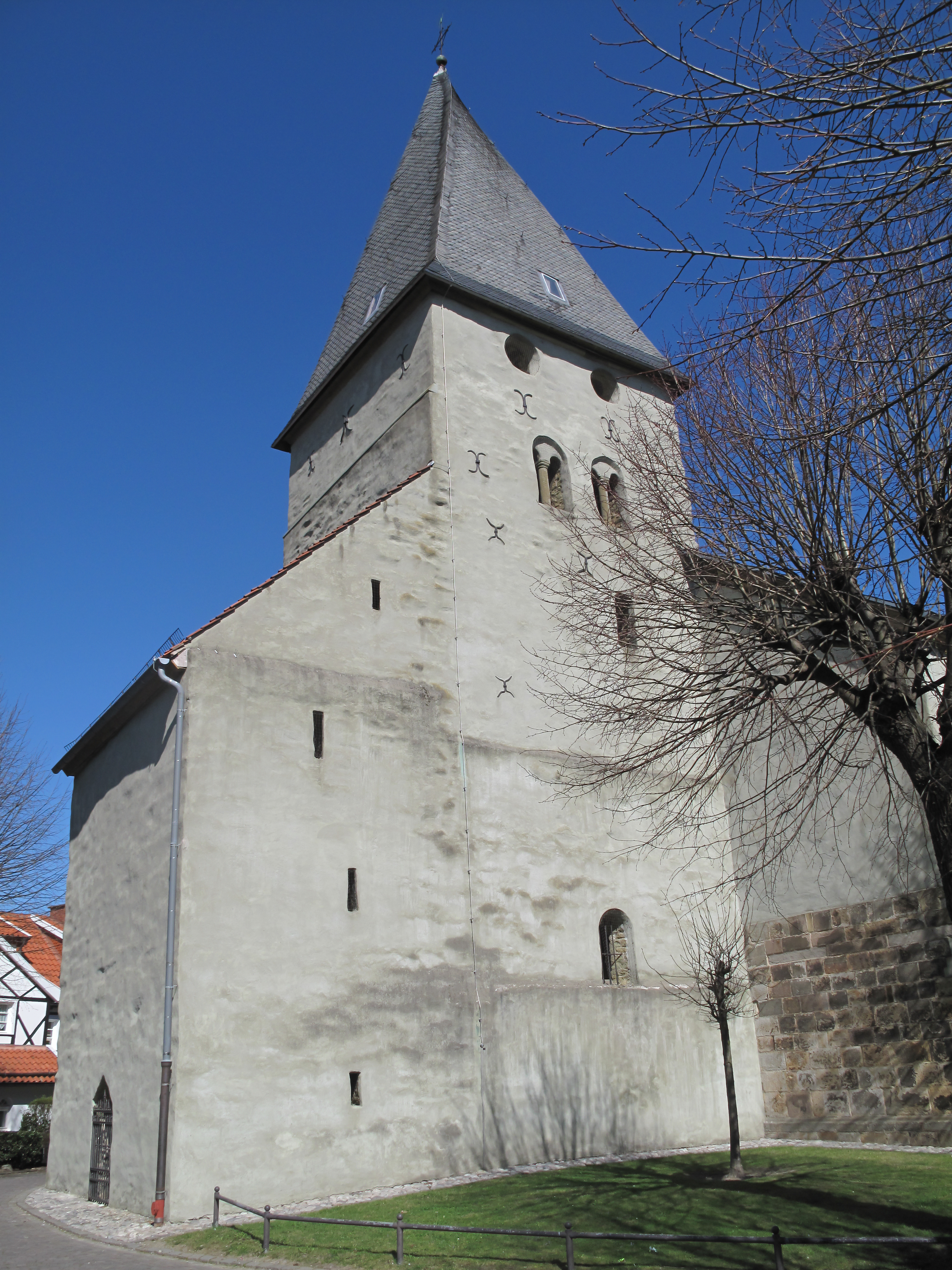
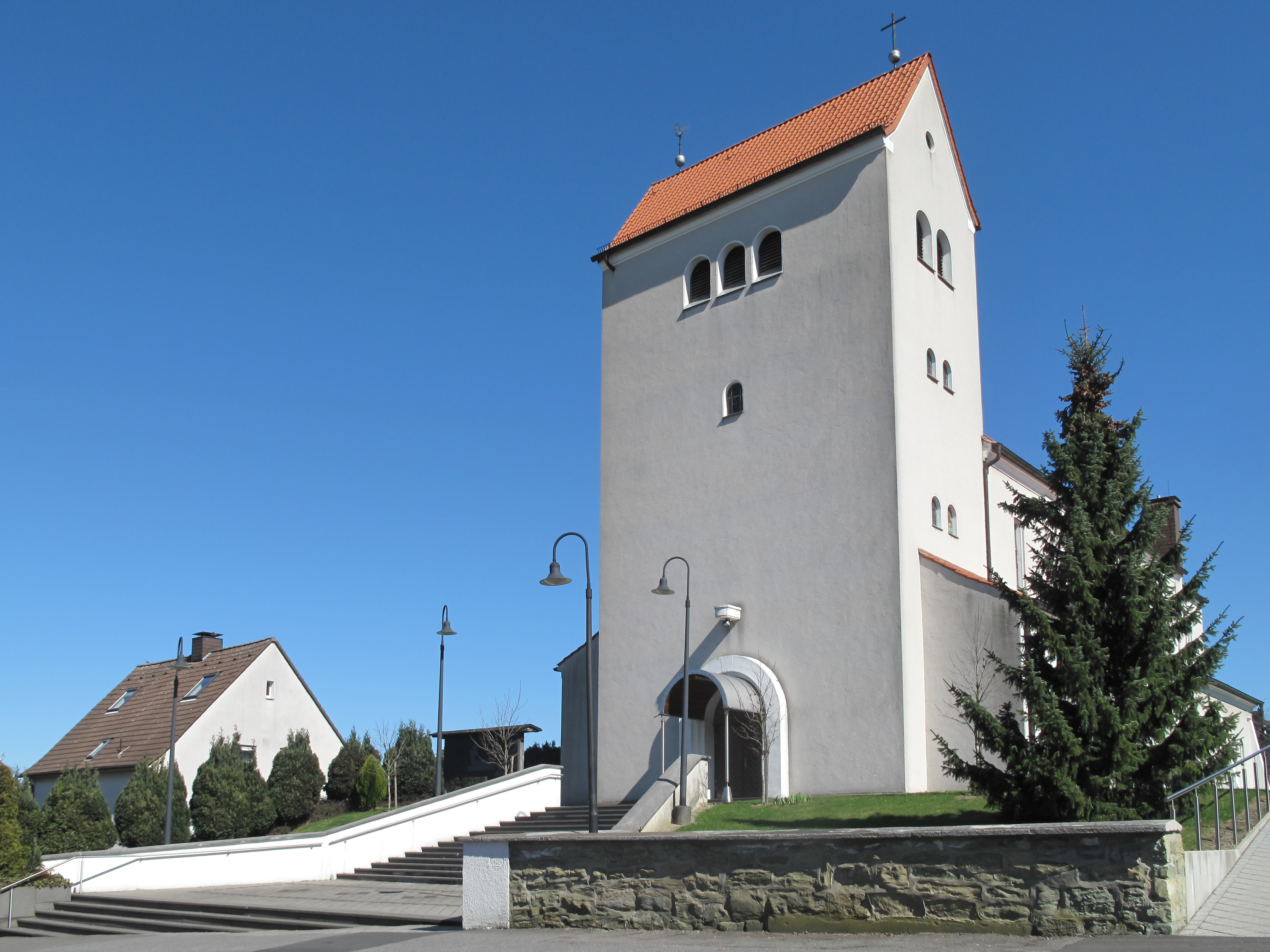
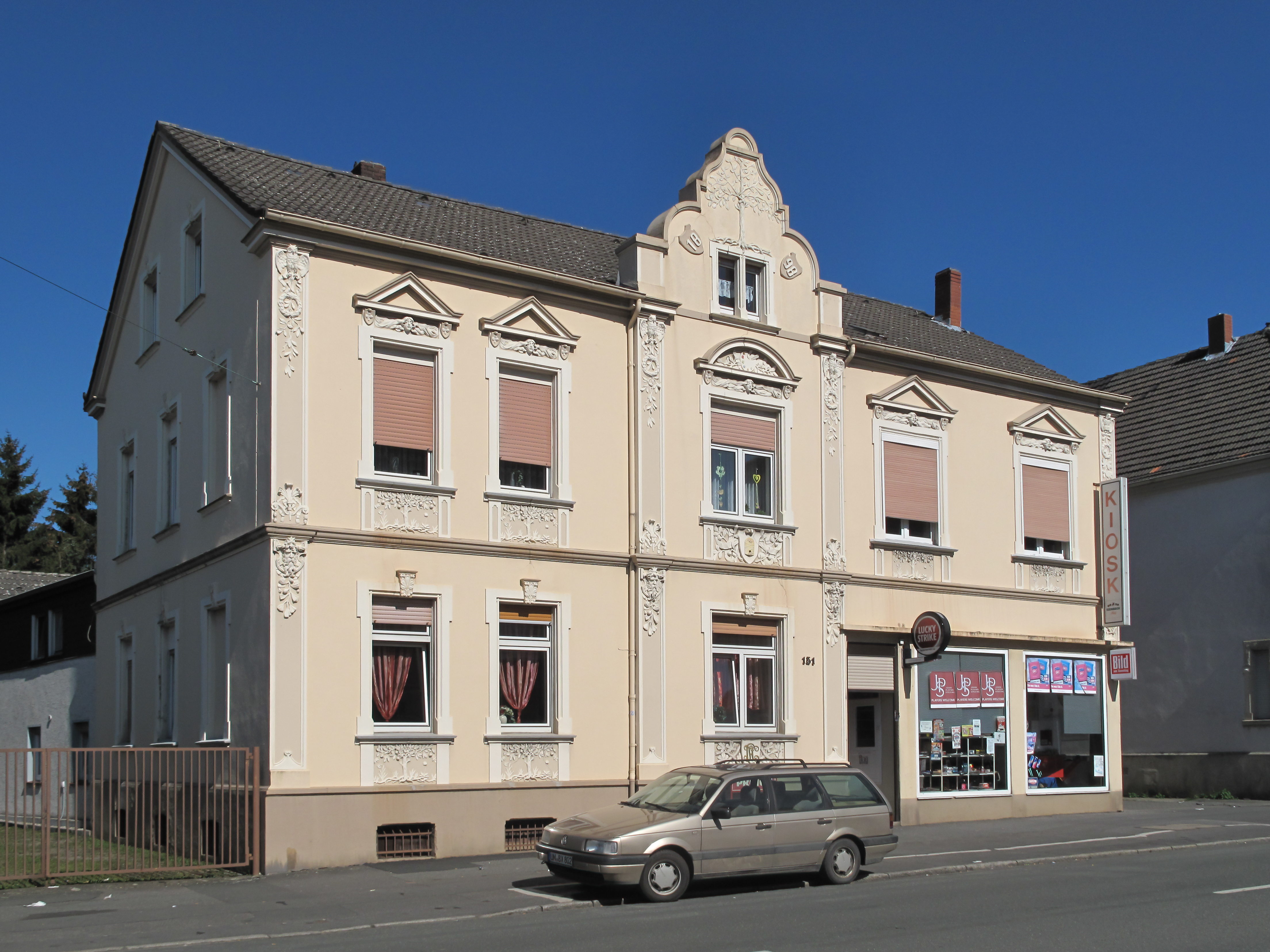
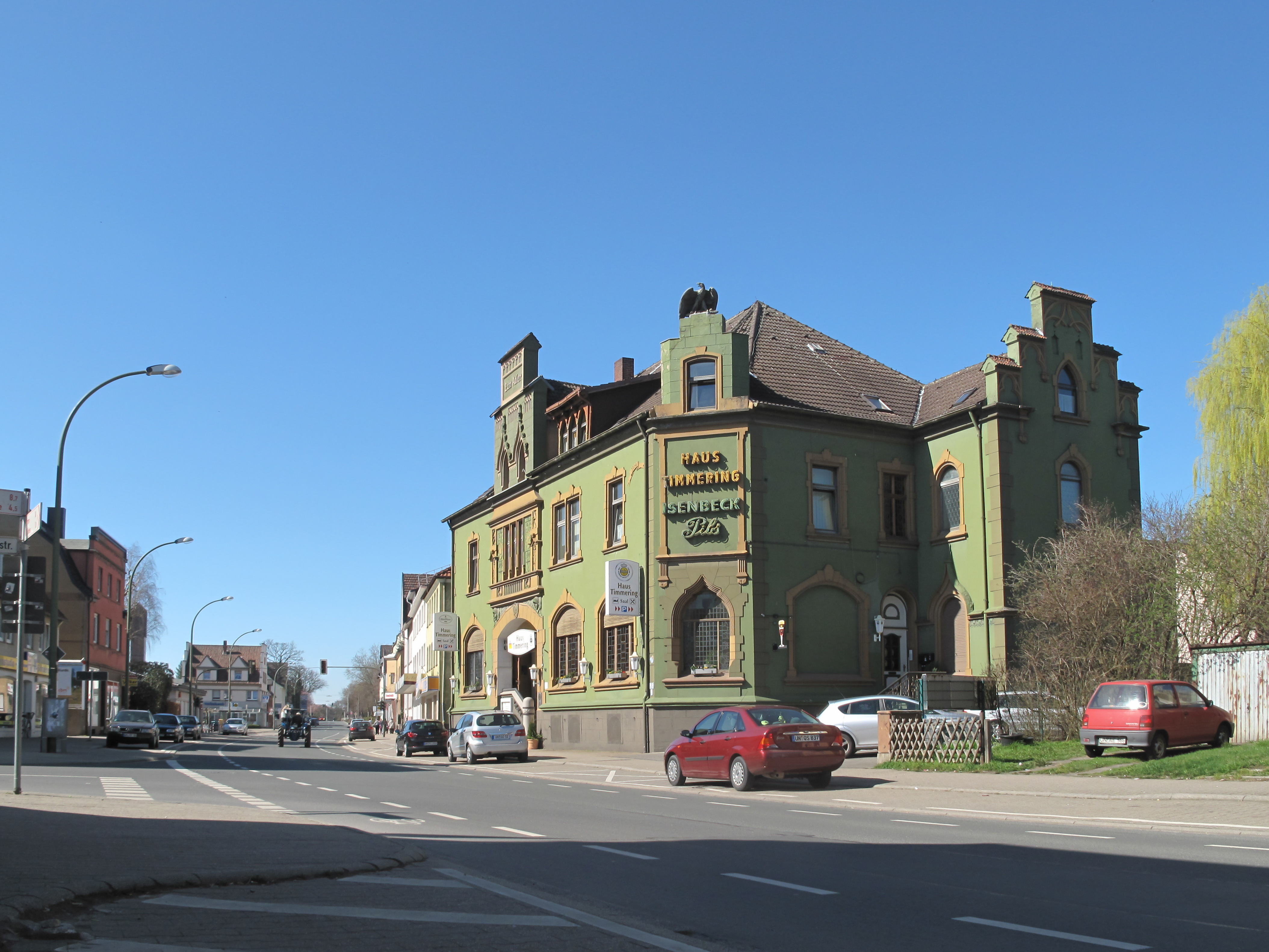